# Parigi-Tours 1989
La Parigi-Tours 1989, ottantatreesima edizione della corsa e valevole come undicesima e penultima prova della Coppa del mondo 1989, si svolse l'8 ottobre 1989, per un percorso totale di 283,5. Fu vinta dall'olandese Jelle Nijdam, al traguardo con il tempo di 7h11'42" alla media di 39,402 km/h.
Partenza a Chaville con 167 ciclisti di cui 142 portarono a termine il percorso.

## Ordine d'arrivo (Top 10)
| Pos. | Corridore           | Squadra     | Tempo    |
| ---- | ------------------- | ----------- | -------- |
| 1    | Jelle Nijdam        | Superconfex | 7h11'42" |
| 2    | Eric Vanderaerden   | Panasonic   | s.t.     |
| 3    | Johan Museeuw       | ADR-Santini | s.t.     |
| 4    | Rolf Sørensen       | Ariostea    | s.t.     |
| 5    | Adriano Baffi       | Ariostea    | s.t.     |
| 6    | Sammie Moreels      | Lotto-      | s.t.     |
| 7    | Sean Kelly          | PDM-Ultima  | s.t.     |
| 8    | Marcel Wüst         | R.M.O.      | s.t.     |
| 9    | Guido Bontempi      | Carrera     | s.t.     |
| 10   | Jean-Claude Colotti | R.M.O.      | s.t.     |